# Boston Garden
El Boston Garden fue un estadio cubierto construido en 1928 en Boston, Massachusetts (Estados Unidos), por el arquitecto Tex Rickard, el mismo que también diseñó la tercera versión del Madison Square Garden de Nueva York, lo que hizo que al pabellón de Boston se le denominara inicialmente "Boston Madison Square Garden", recortando posteriormente su nombre. Fue demolido en el año 1997, pocos años después de la finalización del que sería su sucesor, el TD Garden.

## Historia
El diseño original del Boston Garden estaba concebido inicialmente por su arquitecto Tex Rickard para eventos de boxeo, lo cual hizo que, cuando finalmente se destinó al hockey sobre hielo y, sobre todo al baloncesto, el público estuviera mucho más cerca de los jugadores que en otras canchas.
Uno de los aspectos más conocidos del Garden era su parqué, el cual no formaba parte originalmente del terreno de juego, sino que fue instalado después de desmontarlo del Boston Arena, antigua sede de los Celtics. Se decía que los jugadores de este equipo conocían a la perfección el bote en determinadas zonas del mismo, lo cual contribuyó a ganar muchos campeonatos de la NBA. Este parqué estuvo instalado en el Fleet Center hasta el 22 de diciembre de 1999. Tras su desmantelamiento, fue cortado en pequeños trozos y vendido como souvenirs en las tiendas de Boston. Parte del mismo está integrado en el parqué del nuevo pabellón.
El Boston Garden era también conocido por sus fallos de construcción. Había enormes pilares de cemento que impedían la visión de localidades situadas detrás de los mismos. Además, el vestuario visitante era infinitamente más pequeño e incómodo que el local, algo que los equipos rivales odiaban, especialmente los Lakers.

## Aforo
El aforo del Garden era de 14 890 localidades, que se veía reducido a 14 448 espectadores cuando se instalaba el hielo para los partidos de los Boston Bruins.

## Eventos

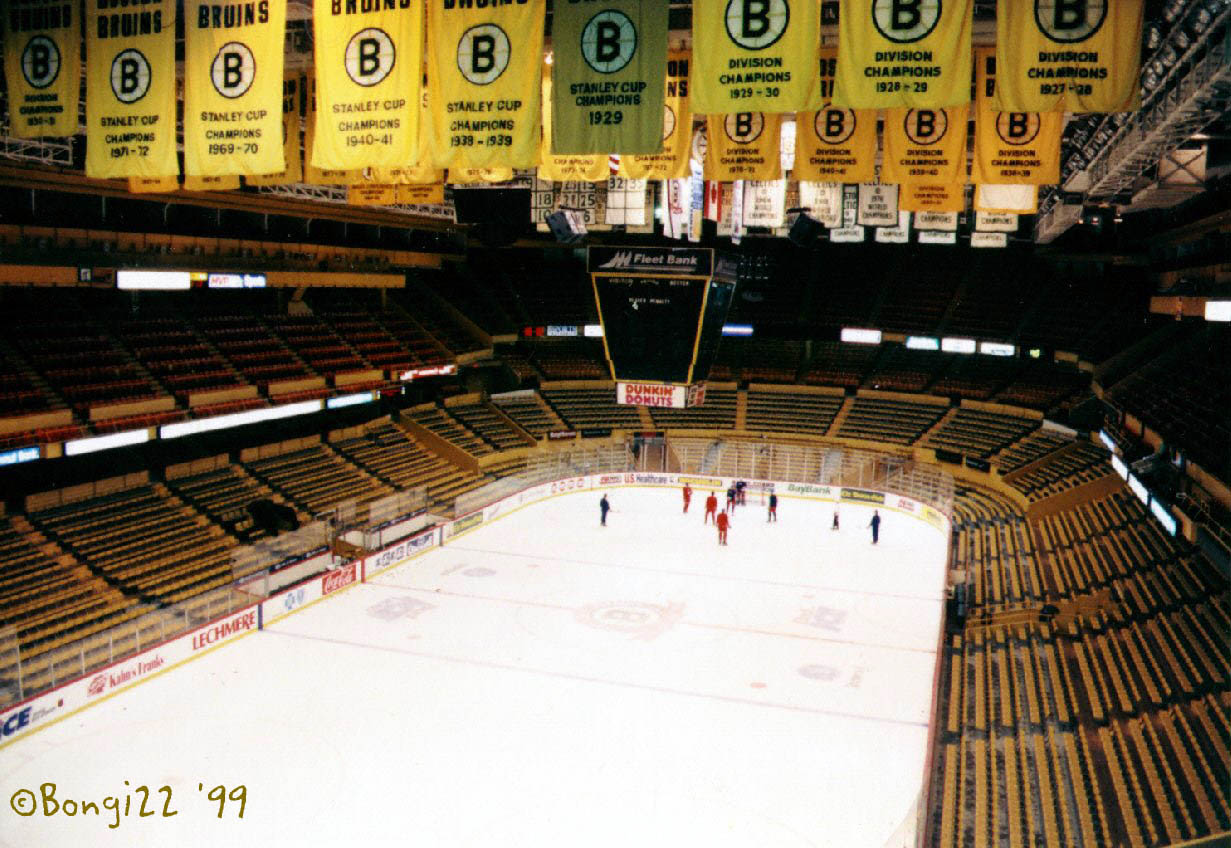
Entrenamiento de los New York Rangers en el Boston Garden

El Boston Garden ha sido escenario de infinidad de conciertos y otro tipo de actos, algunos dignos de mención. En 1968 el cantante James Brown ofreció un concierto ante apenas unos cientos de seguidores la misma noche que fue asesinado Martin Luther King, mientras en el resto de ciudades norteamericanas las manifestaciones se sucedían. En 1975 la banda Led Zeppelin tuvo que suspender un concierto por las bajas temperaturas bajo cero que tuvieron que soportar sus fanes a la hora de conseguir una entrada, y un año más tarde a Kiss le fue prohibido actuar por su montaje lleno de elementos pirotécnicos.
Otros grupos y cantantes destacados que han actuado allí fueron: Elvis Presley, The Beatles, AC/DC, Aerosmith, Bad Company, The Band, The Beach Boys, Black Sabbath, Boston, The Cars, Alice Cooper, Cream, Deep Purple, The Eagles, Emerson, Lake and Palmer, Foreigner, Guns and Roses, Jimi Hendrix, Metallica, Ted Nugent, Ozzy Osbourne, Pearl Jam, Pink Floyd, The Police, Queen, The Rolling Stones, Rush, Bruce Springsteen, Styx, U2, Van Halen, The Who, Yes y ZZ Top.
En lo que se refiere a eventos deportivos, se han celebrado en el Garden 7 ediciones de la Stanley Cup, 19 Finales de la NBA, 4 ediciones del All Star de la NBA, un All Star de la NHL y una edición del Masters de tenis (1973), actualmente denominado ATP World Tour Finals. El último partido oficial que se jugó fue el que enfrentó a los Boston Bruins y los New Jersey Devils en los play-offs de la NHL el 14 de mayo de 1995.